# Can Coll (Alella)
Can Coll és una masia del municipi d'Alella protegida com a bé cultural d'interès local.

## Descripció
És un edifici civil de planta baixa, dos pisos i coberta de dos vessants, amb el carener perpendicular a la façana. Destaca especialment perquè presenta la totalitat de les seves finestres amb els brancals i les llindes de pedra, treballades en forma d'arcs lobulats. La façana presenta, a la planta baixa, una portada dovellada d'arc de mig punt i dues finestres; al primer pis tres balcons i al segon pis un balcó central i dues finestres laterals. Hi ha alguns annexos considerables, un a la banda esquerra de la masia i un cos lateral amb arcades de mig punt i balustrades de caràcter clàssic, annexat per la banda dreta.

## Història
La masia inicial era d'un sol pis d'alçada i se li afegí un segon amb posterioritat. Les primitives finestres es van convertir en balcons. Inicialment, fou conegut pel nom de Mas Trobat al segle xiv. A mitjan segle xv ja pertanyia a la família Coll. Els annexos laterals són afegits del segle xix.